# 布列烏西夫卡
49°8′38″N 34°0′21″E / 49.14389°N 34.00583°E
布列烏西夫卡（烏克蘭語：Бреусівка），是烏克蘭中部的村莊，隸屬波爾塔瓦州的克雷門丘克區。該村距離溫尼基、克拉斯諾西爾利亞、马利齐和新谢利夫卡1.5公里，海拔高度99米，2001年人口933。